# Carl von Hügel

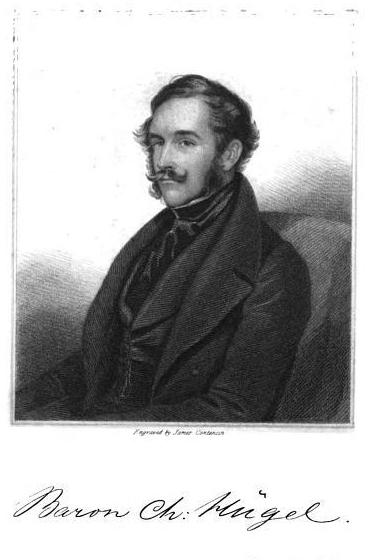
Carl von Hügel (1796–1870)

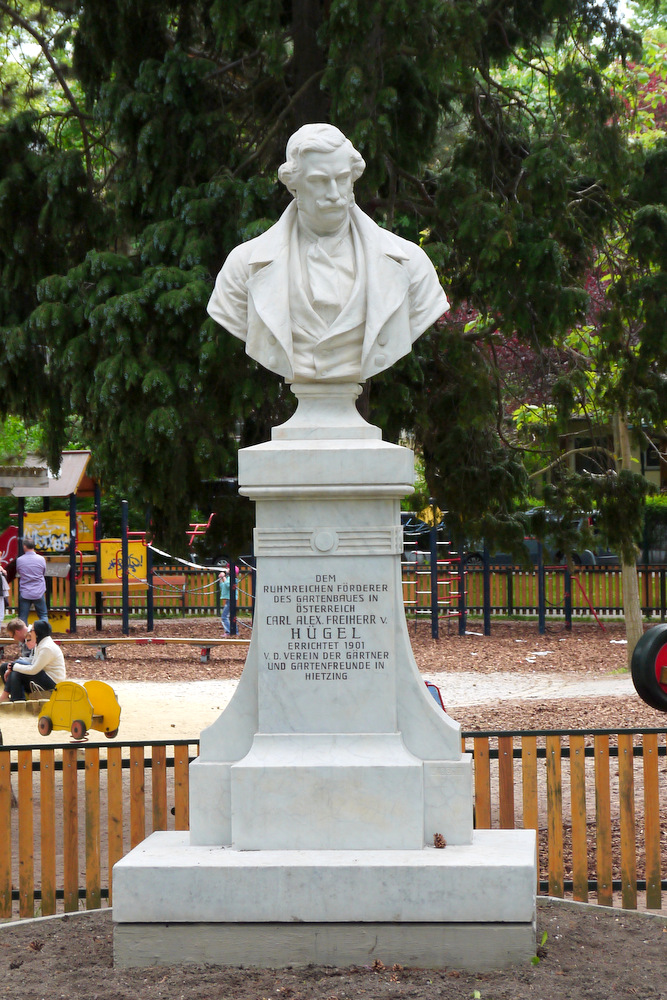
Denkmal im Hügelpark in Unter-St.-Veit, 13. Wiener Gemeindebezirk, errichtet 1901

Carl Alexander Anselm Freiherr von Hügel, auch Karl (* 25. April 1795 in Regensburg; † 2. Juni 1870 in Brüssel) war österreichischer Diplomat, Reisender, Naturforscher und Hortologe. Er war der Sohn von Johann Aloys Josef von Hügel.

## Leben
Carl von Hügel trat 1811 in die kaiserlich-österreichische Armee ein. Er nahm an den Napoleonischen Kriegen und an der Militärintervention im Königreich beider Sizilien 1820 / 1821 teil. 1824 trat er als 28-Jähriger als Major in den Ruhestand und konnte sein weiteres Leben offenbar aus ererbtem Vermögen bestreiten.
Als Reisender und Forscher beschäftigte sich Carl von Hügel von 1830 bis 1836 auf einer sechsjährigen Reise in Asien und Ozeanien mit dem Anlegen einer Pflanzensammlung sowie mit der Sammlung religionsgeschichtlich und ethnografisch bedeutender Objekte. Auf seinen Reisen kam Hügel in den Himalaya, nach Kaschmir und auch nach Australien.
Hügel kaufte nach seinem Offiziersdienst am Rand des damaligen Wiener Vororts Hietzing (heute 13. Bezirk, Auhofstraße 13 und 15) ein sehr großes Grundstück und erbaute sich um 1840 die (1912 abgetragene) Villa Hügel. Er bewohnte die Villa allerdings nur bis 1848 und verkaufte das Anwesen wenig später. Die Villa war von einem ausgedehnten Park umgeben, der vor 1900 größtenteils parzelliert und (ausgenommen der Hügelpark) mit einem Villenviertel verbaut wurde.
Im Jahr 1848 ging Hügel mit Metternich, der als verhasster Spitzenpolitiker Österreichs nach Beginn der Märzrevolution nach England flüchtete, nach London. Von 1849 bis 1859 war er, vom jungen Kaiser Franz Joseph I. ernannt, österreichischer Gesandter im damals von einer habsburgischen Nebenlinie beherrschten Herzogtum Toskana, ab 1859 in Brüssel. Im Jahr 1858 wurde Hügel zum Mitglied der Leopoldina gewählt.
Carl von Hügels ethnografische Sammlung bildet seit 1928 einen wichtigen Bestandteil des Museums für Völkerkunde in Wien. Er ist Begründer der Österreichischen Gartenbaugesellschaft (ÖGG). Er war Mitglied der Österreichischen Akademie der Wissenschaften.

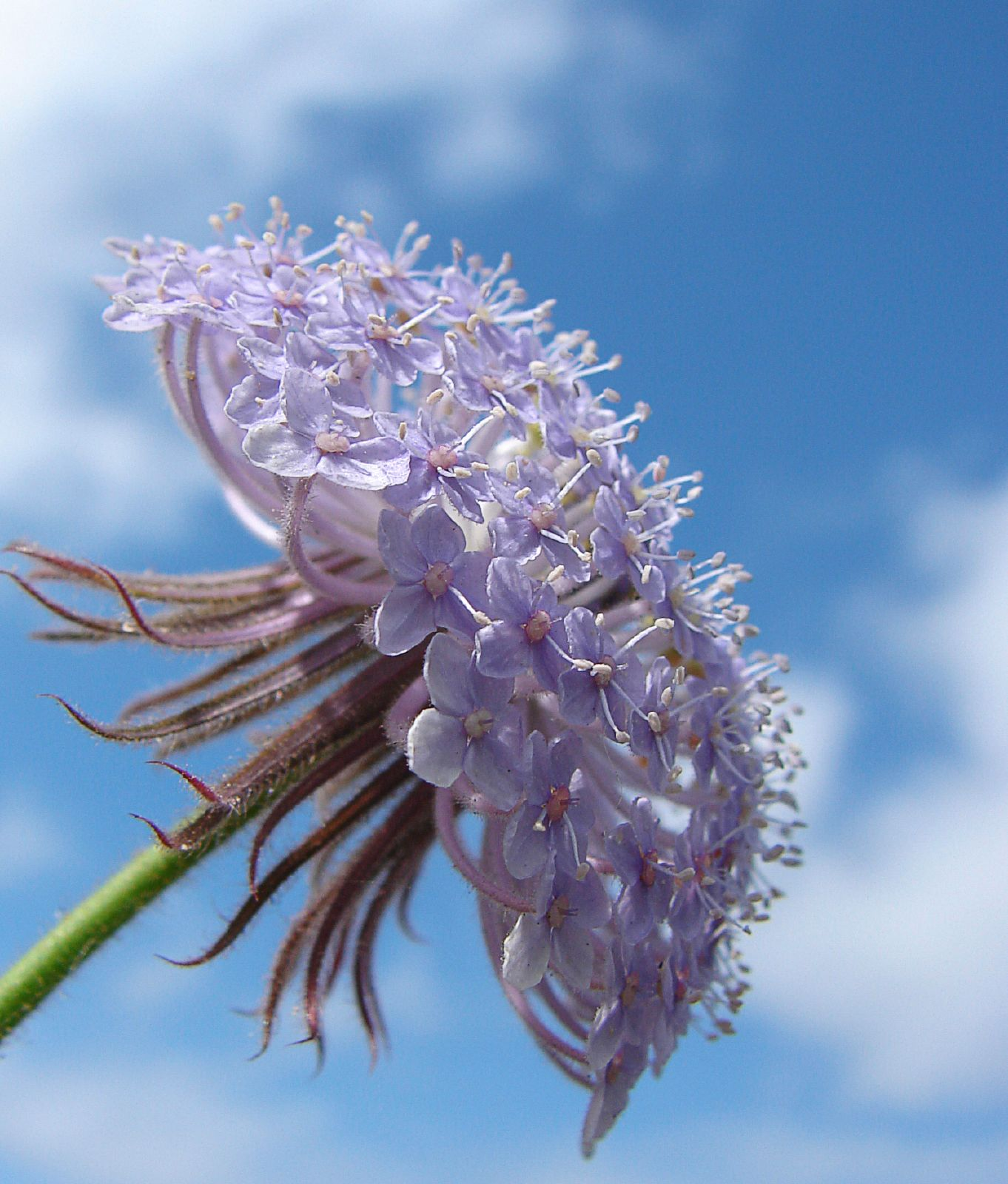
Die Hügelie
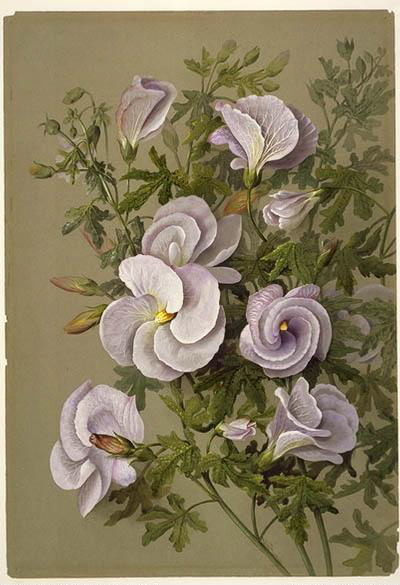
Alyogyne huegelii

## Ehrungen
1894 wurde ihm zu Ehren eine Hügelgasse im 13. Bezirk, unmittelbar neben seiner einstigen Villa, benannt. Als diese 1902 nach späteren Bewohnern der Villa in Braunschweiggasse umbenannt wurde, benannte man 1903 die heutige Hügelgasse im westlich an Alt-Hietzing anschließenden Bezirksteil Unter-St.-Veit nach Carl von Hügel. In diesem Bezirksteil, aber nicht an der Hügelgasse, befindet sich auch der auf einem kleinen Teil des einstigen Areals des Freiherrn angelegte Hügelpark mit seinem 1901 von Gartenfreunden dort aufgestellten Denkmal.
An Hügels auf Reisen gesammelte Pflanzen erinnern die Bezeichnungen Hügelie für die Blaudolde (Trachymene coerulea), die früher auch in die Gattung Huegelia Rchb. gestellt wurde und außerdem Hügels Seideneibisch (Alyogyne huegelii). Auch die Gattung Hugelroea Steud. aus der Familie der Hülsenfrüchtler (Fabaceae) ist nach ihm benannt.

## Werke
- Kaschmir und das Reich der Siek. Hallberger, Stuttgart 1840–1848. 4 Bände. Digitalisat[7]
- Das Kabul-Becken und die Gebirge zwischen dem Hindu-Kosch und der Sutlej. Kaiserlich-königliche Hof- und Staatsdruckerei, Wien 1851–1852. 2. Bände.
- Der Stille Ozean und die spanischen Besitzungen im Ostindischen Archipel. Kaiserlich-königliche Hof- und Staatsdruckerei, Wien 1860. 1 Band.